# Communauté de communes Côte-de-Lumière
Ne doit pas être confondue avec la Côte de Lumière.
La communauté de communes Côte-de-Lumière est une ancienne structure intercommunale à fiscalité propre française située dans le département de la Vendée et la région des Pays de la Loire.
Créée le 1er janvier 1997, elle disparaît le 31 décembre 2009 à la suite de la création de la communauté de communes du Pays-de-Saint-Gilles-Croix-de-Vie, entité résultant de la fusion d’Atlancia et de Côte-de-Lumière.

## Territoire communautaire

### Composition
La communauté de communes Côte-de-Lumière rassemblait cinq communes.
| Nom                               | Superficie (h) | Population (2006) | Densité (hab./km2) | Altitude (m) | Altitude (m) |
| Nom                               | Superficie (h) | Population (2006) | Densité (hab./km2) | Mini         | Maxi         |
| --------------------------------- | -------------- | ----------------- | ------------------ | ------------ | ------------ |
| Saint-Gilles-Croix-de-Vie (siège) | 1 025          | 7 281             | 710                | 0            | 28           |
| Brem-sur-Mer                      | 1 585          | 2 432             | 153                | 0            | 55           |
| Bretignolles-sur-Mer              | 2 732          | 3 454             | 126                | 0            | 38           |
| Le Fenouiller                     | 1 781          | 3 912             | 220                | 0            | 32           |
| Saint-Hilaire-de-Riez             | 4 885          | 10 063            | 206                | 0            | 33           |

### Géographie
La communauté de communes Côte-de-Lumière était située au nord-ouest du département de la Vendée, majoritairement constituée des stations balnéaires du canton de Saint-Gilles-Croix-de-Vie. Géographiquement, elle appartenait au Bas-Bocage.
La superficie du territoire communautaire était de 12 008 hectares, avec une altitude variant de 0 (dans toutes les communes) à 55 mètres (à Brem-sur-Mer).
Elle était traversée par quatre cours d’eau principaux : le Gué-Gorand, le Jaunay, le Ligneron et la Vie.

### Instances administratives
Toutes les communes de l’intercommunalité étaient contenues dans le périmètre du canton de Saint-Gilles-Croix-de-Vie, situé dans l’arrondissement des Sables-d’Olonne.

## Histoire
La communauté de communes Côte-de-Lumière naît le 1er janvier 1997, à la suite d’un arrêté préfectoral pris le 9 décembre 1996, dans un contexte de morcellement intercommunal du canton de Saint-Gilles-Croix-de-Vie. En effet, alors que l’ensemble des communes du canton s’étaient associées dans le cadre du syndicat intercommunal à vocations multiples (SIVOM) mer et Vie, l’échec de sa transformation en district en 1991 avait conduit à la création — en 1993 — de la communauté de communes Atlancia, composée des communes de l’arrière-pays du pays de Vie.
Au cours des années 2000, plusieurs projets d’association des deux communautés de communes sont proposés dans le cadre du syndicat mixte mer et Vie. Un projet d’unification intercommunale du canton est relancé en mars 2008, après les élections municipales, alors que les structures sont présidées par de nouveaux exécutifs. À l’été 2009, les conseils communautaires votent la fusion, qui se concrétise au 1er janvier 2010 par la création de la communauté de communes du Pays-de-Saint-Gilles-Croix-de-Vie,.

## Administration

### Siège
Le siège de la communauté de communes était situé au 9, avenue Jean-Cristeau, à Saint-Gilles-Croix-de-Vie.

### Présidence
| Période      | Période          | Identité          | Étiquette    | Qualité                                        |
| ------------ | ---------------- | ----------------- | ------------ | ---------------------------------------------- |
| Hiver 1997   | 2 avril 2008     | Patrick Nayl      | RPR puis UMP | Maire de Saint-Gilles-Croix-de-Vie (1995-2014) |
| 2 avril 2008 | 31 décembre 2009 | Christophe Chabot | DVD          | Maire de Bretignolles-sur-Mer (depuis 2001)    |

### Participation à d’autres groupements
| Groupement                                                                                            | No SIREN    | Type | Création        |
| --- | ----------- | ---- | --------------- |
| Syndicat mixte mer et Vie                                                                             | 258 503 093 | SMF  | 11 avril 2001   |
| Syndicat mixte du pôle touristique international Vendée-Côte de Lumière                               | 258 503 234 | SMF  | 8 octobre 2004  |
| Syndicat mixte départemental d’études et de traitement des déchets ménagers et assimilés de la Vendée | 258 502 962 | SMF  | 17 juillet 1987 |

### Compétences
La communauté de communes exerçait plusieurs compétences conformément aux Statuts de la communauté de communes Côte-de-Lumière, créés par l’autorité préfectorale compétente, c’est-à-dire le sous-préfet des Sables-d’Olonne puisque le siège était situé dans l’arrondissement des Sables-d’Olonne.
Ces compétences étaient notamment :
| Thématique                              | Compétence |
| --------------------------------------- | --- |
| Environnement et cadre de vie           | - Collecte des déchets ménagers et assimilés - Traitement des déchets des ménages et déchets assimilés - Autres actions environnementales |
| Sanitaires et social                    | - Action sociale |
| Développement et aménagement économique | - Création, aménagement, entretien et gestion de zone d’activités industrielle, commerciale, tertiaire, artisanale ou touristique - Action de développement économique (soutien des activités commerciales ou de l’emploi, soutien des activités agricoles et forestières, etc. |
| Aménagement de l’espace                 | - Schéma de cohérence territoriale (SCOT) - Schéma de secteur - Transport scolaire |
| Développement touristique               | - Tourisme |
| Logement et habitat                     | - Programme local de l’habitat |
| Autres                                  | - Gestion d’un centre de secours - Réalisation d’aire d’accueil ou de terrains de passage des gens du voyage - Autres |

### Régime fiscal et budget

#### Régime fiscal
En 2009, le régime fiscal de la communauté de communes était celui de la fiscalité additionnelle avec fiscalité professionnelle de zone et sans fiscalité professionnelle sur les éoliennes.

#### Budget et fiscalité
| Postes                                                           | 2007         | 2008         | 2009         |
| ---------------------------------------------------------------- | ------------ | ------------ | ------------ |
| Produits de fonctionnement                                       | 10 989 000 € | 11 588 000 € | 13 726 000 € |
| Charges de fonctionnement                                        | 9 749 000 €  | 11 152 000 € | 11 914 000 € |
| Ressources d’investissement                                      | 4 027 000 €  | 2 847 000 €  | 5 266 000 €  |
| Emplois d’investissement                                         | 3 971 000 €  | 2 457 000 €  | 5 146 000 €  |
| Dette                                                            | 6 204 000 €  | 5 968 000 €  | 7 223 000 €  |
| Source : base Alize du ministère de l’Économie et des Finances,. |              |              |              |

## Projets et réalisations
La communauté de communes disposait d’un site Internet, cote-de-lumiere.fr.

## Identité visuelle
|  | La commune de communes Côte-de-Lumière s’était dotée d’un logotype. |